# Quattro Canti (Palermo)
I Quattro Canti, o piazza Villena, o Ottagono del Sole, o Teatro del Sole,  è il nome di una piazza ottagonale all'incrocio dei due principali assi viari di Palermo: la via Maqueda e il Cassaro, oggi Via Vittorio Emanuele (antica via di origine fenicia, collegante l'acropoli e il Palazzo dei Normanni al mare), a metà circa della loro lunghezza.

## Urbanistica
Il nome esatto della piazza è Piazza Villena (in omaggio al viceré Juan Fernández Pacheco y Toledo, V marchese di Villena, in carica dal 1606 al 1610), ma le fonti antiche la ricordano come Ottangolo o Teatro del Sole, perché durante le ore del giorno almeno una delle quinte architettoniche è illuminata dal sole.
I Quattro Canti propriamente detti sono i quattro apparati decorativi che delimitano lo spazio dell'incrocio. Realizzati tra il 1609 e il 1620 e sormontati dagli stemmi (in marmo bianco) reale senatorio e viceregio, i quattro prospetti presentano un'articolazione su più livelli, con una decorazione basata sull'uso degli ordini architettonici e di inserimenti figurativi che, dal basso in alto, si susseguono secondo un principio di ascensione dal mondo della natura a quello del cielo. I quattro piani di facciata risultano così decorati: al piano inferiore, fontane che rappresentano i fiumi della città antica (Oreto, Kemonia, Pannaria, Papireto); quindi, un ordine in stile dorico, contenente le allegorie dalle quattro stagioni (rappresentate da Eolo, Venere, Cerere e Bacco); l'ordine successivo, in stile ionico, ospita le statue di Carlo V, Filippo II, Filippo III e Filippo IV; infine, nell'ordine superiore, le quattro sante palermitane, Agata, Ninfa, Oliva e Cristina, patrone della città già prima dell'avvento di Santa Rosalia (1624) e di san Benedetto da San Fratello (1652).
Un antico detto che celebrava nei Quattro canti il centro virtuale di Palermo recitava "feste e forche a Piazza Villena" (pubbliche feste ed esecuzioni capitali).

## Storia
Assunto nel 1606 il governo della città e dell'isola, il viceré, due anni dopo, affidò all'architetto fiorentino Giulio Lasso la sistemazione urbanistica della piazza, alla quale si lavorò per molti anni. Il progetto era ispirato al crocevia delle Quattro Fontane di Roma, disegnato dagli urbanisti di Papa Sisto V in forme molto più dimesse della successiva versione palermitana.
Nel 1609 doveva già essere terminata la parte strutturale dei due cantoni poi detti di Santa Ninfa e di Sant'Agata, che portano gli stemmi del viceré Vigliena. Nel 1612 era completo il cantone di Santa Cristina, aderente a San Giuseppe, promosso dal viceré Ossuna. Nel 1615 Giulio Lasso è già morto e dal 1617 è direttore dei lavori Mariano Smiriglio, ingegnere del Senato e già sorvegliante del cantiere durante la direzione del Lasso.
Con Mariano Smiriglio si assiste ad un cambiamento del programma decorativo iniziale: nell'ordine superiore, che in origine avrebbe dovuto ospitare le statue dei sovrani, vengono sistemate le statue delle quattro sante vergini palermitane: Santa Cristina, Santa Ninfa, Sant'Oliva e Sant'Agata. Dei quattro simulacri regali, previsti originariamente in bronzo, da Scipione Li Volsi, vengono eseguiti soltanto quelli di Carlo V d'Asburgo, poi collocato in piazza Bologni e quello di Filippo IV, un tempo posto sopra una macchina marmorea nel piano del Palazzo dei Normanni e poi distrutto. Le attuali statue in marmo presenti ai Quattro Canti furono scolpite fra il 1661 ed il 1663 da Carlo D'Aprile.
Il 2 agosto 1630 vennero appaltati i lavori per la fabbrica delle quattro fontane con le statue delle Quattro Stagioni, anch'esse previste in bronzo e poi realizzate in marmo: la Primavera e l'Estate furono realizzate da Gregorio Tedeschi; l'Autunno e l'Inverno da Nunzio La Mattina. Le attuali conche inferiori delle quattro fontane sono ottocentesche e furono realizzate per compensare il dislivello creatosi nel piano di calpestio della piazza che era stato ribassato a causa del livellamento della via. Il "Quinto Canto" che si vede su via Vittorio Emanuele ed è parte della facciata destra della Chiesa di San Giuseppe dei Teatini fu decorato nel 1844.

## Architettura
L'architettura della piazza è molto semplice, rappresenta un perfetto ottagono formato da quattro edifici alternati da sbocchi viari.
| Direzione  | Sud           | Ovest             | Nord          | Est        |
| Immagine   |               |                   |               |            |
| quartiere  | Albergheria   | Seralcadio / Capo | La Loggia     | Kalsa      |
| Mandamento | Palazzo Reale | Monte di Pietà    | Castellammare | Tribunali  |
| Stagione   | Primavera     | Estate            | Autunno       | Inverno    |
| Sovrano    | Carlo V       | Filippo II        | Filippo III   | Filippo IV |
| Patrona    | Cristina      | Ninfa             | Oliva         | Agata      |

## Curiosità
Questa piazza è stata una delle ambientazioni in cui sono state girate alcune delle più importanti scene del film Palermo Shooting (2008), insieme a palazzo Abatellis in cui si trova il celebre affresco del Trionfo della Morte.